# 卡澤諾維亞鎮區 (伊利諾伊州伍德福德縣)
卡澤諾維亞鎮區（英語：Cazenovia Township）是位於美國伊利諾伊州伍德福德縣的一個行政鎮區。

## 地方資料
根據2010年美國人口普查的數據，卡澤諾維亞鎮區的面積為93.70平方千米，當中陸地面積為93.70平方千米，而水域面積為0.00平方千米。當地共有人口1751人，而人口密度為每平方千米18.69人。